# Cuchilla Colonia
Cuchilla Colonia (o Cuchilla de la Colonia) es una serie de lomadas de baja altura que se encuentra en la zona suroeste de Uruguay, en el departamento de Colonia.
Sus suaves lomadas, no superan los 300 m de altura, y se encuentran al este de la cuchilla de San Salvador. Las cuchillas son el producto de procesos de erosión fluvial y meteorización, los cuales han operado desde fines de la era secundaria, dejando conformadas las lomadas en un proceso que ha sido marcado por un cierto ascenso del basamento cristalino. 